# Aso (Kumamoto)
Aso (阿蘇市?, Aso-shi) è una città giapponese della prefettura di Kumamoto.
La città si trova nella caldera del Monte Aso (il più grande vulcano attivo nel Giappone), una delle più vaste al mondo.  
Qui si trova il santuario di Aso (阿蘇神社?, Aso-jinja) che subì il crollo del rōmon (la torre portale di ingresso al santuario), classificato come "bene culturale importante", e dello haiden (la sala delle preghiere) nel terremoto di Kumamoto del 2016.